# Saint-Julien-les-Rosiers
Saint-Julien-les-Rosiers is een gemeente in het Franse departement Gard (regio Occitanie). De plaats maakt deel uit van het arrondissement Alès. Saint-Julien-les-Rosiers telde op 1 januari 2022 3.492 inwoners.

## Geografie
De oppervlakte van Saint-Julien-les-Rosiers bedroeg op 1 januari 2022 14,01 vierkante kilometer; de bevolkingsdichtheid was toen 249,3 inwoners per km².

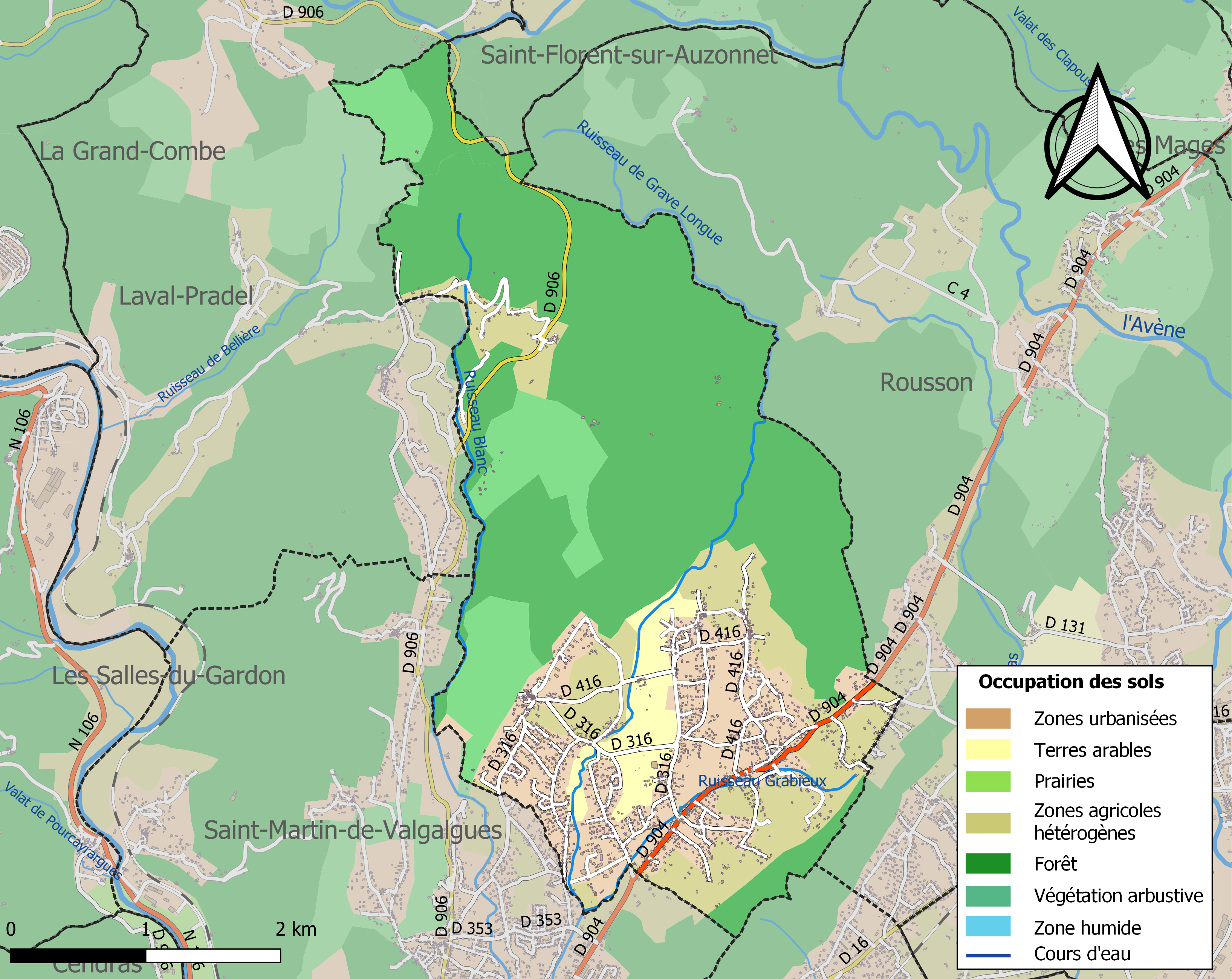
Kaart van de gemeente met belangrijkste infrastructuur, bodemgebruik en omliggende gemeenten

## Demografie
Onderstaande figuur toont het verloop van het inwonertal (bron: INSEE-tellingen).